# گئورگ تسیفرا
گئورگ تسیفرا‏ (به مجاری: Cziffra György)‏ (۵ نوامبر ۱۹۲۱ – ۱۵ ژانویهٔ ۱۹۹۴) موسیقی‌دان، آهنگ‌ساز و نوازندهٔ چیره‌دست پیانو کلاسیک اهل مجارستان بود.
او در سال ۱۹۶۸ میلادی به تابعیت کشور فرانسه درآمد.
شهرت گئورگ تسیفرا به‌سبب اجرای منحصربه‌فردش از آثار فرانتس لیست، فردریک شوپن، و روبرت شومان است. او همچنین به‌دلیل تنظیم‌های دشوار تکنیکی‌اش برای پیانو از برخی آثار ارکسترال همچون پرواز زنبور عسل اثر نیکلای ریمسکی-کورساکف شهرت دارد.
تسیفرا دانش‌آموختهٔ آکادمی موسیقی فرانتس لیست بود.